# Louis Bocquet
Pour les articles homonymes, voir Bocquet.
Louis Bocquet, né le 25 février 1922 à Billancourt et mort le 17 décembre 1973 à Dreux, est un coureur cycliste français, professionnel de 1946 à 1948. Son frère aîné Maurice fut également cycliste professionnel.
Il participe au Tour de France 1947 au sein de l'équipe de l'Ouest, celle du vainqueur final, Jean Robic.

## Palmarès
- 1947
  - Circuit du Maine-Libre
  - Circuit du Maine-et-Loire

## Résultats sur le Tour de France
1 participation
- 1947 : abandon (3e étape)